# 弗里曼 (南达科他州)
弗里曼（英語：Freeman），是美国南达科他州下属的一座城市。根据2010年美国人口普查，该市有人口1,290人。论人口在本州排行第47。